# 1995 VL
1995 VL är en asteroid i huvudbältet som upptäcktes den 2 november 1995 av den japanska astronomen Takao Kobayashi vid Ōizumi-observatoriet.
Asteroiden har en diameter på ungefär 4 kilometer.